# ماريان عازر
الدكتورة المهندسة ماريان أمير عازر التي تم تعيينها من الرئيس عبد الفتاح السيسي في ديسيمبر 2015 عضوة في مجلس النواب.

## دراستها
حاصلة على الدكتوراة والماجستير في هندسة الاتصالات والالكترونيات ومتخصصة في أمن وخصوصية المعلومات، كما تتمتع بخبرة تفوق 16 عاما في شتى مجالات الاتصالات وتكنولوجيا المعلومات.

## عملها
قبل تعيينها عضوا في مجلس النواب كانت الدكتورة المهندسة ماريان عازر تشغل منصب معاون وزير الاتصالات للمبادرات الاستراتيجية بوزارة الاتصالات وتكنولوجيا المعلومات ومدير مركز المعلومات بالمعهد القومي للاتصالات وأستاذ مساعد في كلية الاتصالات جامعة النيل. وقبل ذلك كانت في قسم هندسة الإلكترونيات والاتصالات بجامعة القاهرة، وبالجامعة الأمريكية في القاهرة في أقسام الإلكترونيات وعلوم الكمبيوتر. كما عملت في الجامعة الفرنسية بالقاهرة، في كلية الهندسة، إضافة إلى الأكاديمية العربية للعلوم والتكنولوجيا والنقل البحري.

## المؤلفات
ألفت وشاركت في تأليف أكثر من 45 مطبوعة في مجلات ومؤتمرات علمية دولية.

## المنح والشهادات
تحصلت ماريان عازر على العديد من الجوائز الشهادات، ومنح من مؤسسات دولية عديدة، على سبيل المثال وزارة الخارجية الأمريكية، وأكاديمية البحث العلمى، وشركة جوجل، وجامعة ميشيجان ديربورن، والقنصلية البريطانية.

## التكريمات
تم تكريم عازر مؤخرا في السفارة المصرية في يوم المرأة المصرية للتميز في العمل العام والاكاديميا، كما تم تكريمها من جامعة النيل في حضور عمرو موسى لدورها الريادى المتميز في مجال الاتصالات وتكنولوجيا المعلومات.و قد تم تصنيفها كواحدة من أفضل 10 متحدثين في العلم بجمهورية مصر العربية عام في 2010. 

## العضويات
لدكتورة ماريان عازر هي عضو في مؤسسة مهندسي الكهرباء والإلكترونيات (IEEE)، ومجتمع رابطة الحوسبة الآلية (ACM)، ومجموعة العمل 8.4 IFIP ، ومنظمة السيدات العرب العاملات في الحوسبة (AWIC) التابعة لمعهد أنيتا برج، فضلاً عن العديد من المنظمات العلمية والمجتمعية الأخرى.